# Szepszis
A szepszis vagy vérmérgezés a szervezet egészét érintő gyulladásos válaszreakció, melynek hátterében fertőzés áll. A szepszis súlyos, potenciálisan életveszélyes állapot, mely során a gyulladásos válasz kontrollálatlan, ezért a szervezet magát is károsítja, a folyamat végül többszörös szervi elégtelenségbe torkollik. Ezt a reakciót akár egyes kórokozók, akár azok mérgező termékeinek a vérkeringésbe jutása okozza. A kórokozók leggyakrabban baktériumok, de lehetnek vírusok, gombák és egyéb mikrobák, például protozoonok. Ha a szepszis kritériumai mellett szervi elégtelenség is kialakul, súlyos szepszisről, ha pedig tejsavas acidózis vagy intravénás folyadékpótlással sem korrigálható hipotenzió (vérnyomáscsökkenés) kíséri, akkor szeptikus sokkról beszélünk.

## Kritériumai
| A SIRS* és a szepszis diagnosztikus kritériumai:                                 | A SIRS* és a szepszis diagnosztikus kritériumai:                                    |
| Szisztémás gyulladásos reakció (SIRS), ha az alábbiak közül legalább 2 teljesül: | Szisztémás gyulladásos reakció (SIRS), ha az alábbiak közül legalább 2 teljesül:    |
| -------------------------------------------------------------------------------- | ----------------------------------------------------------------------------------- |
| Testhőmérséklet:                                                                 | <36 °C (96.8 °F) vagy >38 °C (100.4 °F)                                             |
| Szívfrekvencia:                                                                  | >90/perc                                                                            |
| Légzés:                                                                          | légzésszám >20/perc vagy az artériás szén-dioxid parciális nyomása (PaCO2) <32 Hgmm |
| Fehérvérsejtszám:                                                                | <4000/μl vagy >12 000/μl vagy legalább 10% stab granulocita látható                 |
| Szepszis:                                                                        |                                                                                     |
| SIRS + gyanított vagy igazolt fertőzés                                           |                                                                                     |

* SIRS = Systemic Inflammatory Response Syndrome

## Felismerés és elsősegély
Amennyiben megállapíthatóak a diagnosztikus kritériumok, ha azokból legalább kettő teljesül, feltételezhető a szepszis.
A szepszis a szervezet életveszélyes reakciója egy már kialakult fertőzésre, emiatt fontos a korai felismerés: a kórházi kezelés alatt elhunytak egyharmada szepszisben hal meg, és ezeknek a nagyrészénél már kialakult a súlyos szepszis mielőtt a kórházba jutottak, vagy elsősegélyben részesültek. A súlyos szepszis, illetve a szeptikus sokk túlélési esélye szakszerű ellátással is 50% ill. 20%.
Általános tünetek: nem specifikusak a szepszisre, és nem feltétlenül jelennek meg mind a betegen; jellemzően hasonlítanak egy egyszerű fertőzésre (hiszen az is); ezeknek a tüneteknek a felismerése esetén mihamarabb kórházba kell juttatni a beteget.
Lehetséges tünetek:[forrás?]
- Kihűlt színű (kékes, elhalványult) bőr, ajkak vagy nyelv
- Kiütésre emlékeztető bőrelváltozás (benyomásra [pl. üveggel] nem tűnik el)
- Nehézkes, kapkodó légzés és a gyermekeknél vagy a nem teljesen tudatánál lévő embernél gyenge, éles, sipító hangú sírás/nyögés
- Kifejezett rosszullét, letargia, szokatlan viselkedés, álmatlanság
- „Rossz előérzet” vagy szélsőséges esetekben halálfélelem
- Zavarodottság, értelmetlen vagy zavaros beszéd, koordinációs nehézségek (a sztrókhoz hasonló tünetek)
- Érintésre kihűlt vagy nagyon forró bőrfelület (láz)

A szepszisre gyanút adhatnak hétköznapibb tünetek is, melyek indokolják a szoros megfigyelést, vagy akár egy szakember (nővér, háziorvos) bevonását,  kifejezetten kisgyermekeknél, időseknél.
- Aluszékonyság, rossz közérzet
- Nem vizelt 24 (kisgyermekek, csecsemők esetén akár 12) órája
- Erős, többszöri hányás, nem tud ételt megtartani
- Pirosodó, fájdalmas és gyulladt bőrfelület egy vágás vagy nyílt sérülés körül, vagy korábban begyógyult seb a helyén
- Hidegrázás, verejtékezés
- Láz vagy hidegnek ható bőr

A szepszis felismerése különösen nehéz feladat kisgyermekeknél, illetve azoknál, akik demenciával, tanulási vagy kommunikációs nehézségekkel küzdenek.
A szepszis nehezen felismerhető, könnyen akár halálos kimenetelű állapot. Elsősegélyként, amennyiben szakszerű kezelés nem várható a közeljövőben (hegyen, barlangokban), széles spektrumú antibiotikumos kezelés, illetve tartós folyadékpótlás és a szepszis forrásának a kezelése (fertőtlenítése) a legfontosabb. A szepszis forrásának amputálása, kiégetése nem célszerű ilyen helyzetekben, mert további elfertőződésekhez vezethet. A szepszis légzési elégtelenséget okoz, amennyiben van tehát elérhető légzést segítő szerkezet (oxigénmaszk, lélegeztető gép), a tüdőproblémákkal szenvedő betegek esetén kívül célszerű azoknak alkalmazása.[forrás?]
Egyéb helyzetben a folyadékpótlással, a légzés segítésével illetve a beteg lefektetésével és lábának fejmagasság fölé emelésével lehet segíteni a mentőszolgálat megérkezéséig.[forrás?]

## Mendemondák
A rozsdás vassal ejtett sérülés vérmérgezést okoz. Így tanulta, így tudja csaknem minden laikus, pedig ez az állítás alapjában téves. A vasrozsdát már a rómaiak mérgesnek tartották s hogy az ételbe ne kerüljön, konyhakéseiket gyakran készítették elektrumból (arany-ezüst ötvözet). A vasrozsda nem mérges. Nagy mennyiségben a szervezetbe hozva, idézhet ugyan elő kellemetlen tüneteket, de oly bántalmakra, minőket közönségesen a rozsdának tulajdonítanak, sohasem vezet. A sérülést okozó rozsdás szerszám rendesen piszkos szerszám, még ha nem látszik is annak. Tele van baktériumokkal s különösen a gennyedést okozó kis golyó alakú baktériumokat (coccus) csaknem mindenkor megtaláljuk rajtuk. Ezek az ún. vérmérgezés okozói. Behatolva, mintegy beoltva a sebbe, gyulladást idéznek elő. Lehet, hogy csak kis »gyűlés« lesz a bajból, de lehet, hogy a gyulladás kiterjedtebb, nagyobb lesz, a gennyedés nagy méreteket ölt.
A mendemondában tehát két adat téves. Nem a rozsda az ártalmas, hanem a baktériumok s nem igazi mérgezéssel, hanem fertőzéssel van dolgunk. Ezeknek a dolgoknak az ismerete óriási gyakorlati jelentőségű. Ezen alapszik az egész modern sebészeti és általában orvosi technika. Tudjuk, hogy az a kés, mely ragyogó tisztának látszik, az a kéz, mely közönséges értelemben ideális tiszta, telidesteli lehet a sebeket fertőző baktériumokkal. A magyar Semmelweis és az angol Lister halhatatlan érdeme, hogy e dolgokra felhívták a figyelmet s új alapokra fektették a sebészetet és szülészetet.